# Allobates insperatus
Espèce
Synonymes
- Colostethus insperatus Morales, 2002 "2000"

Statut de conservation UICN

 LC  : Préoccupation mineure
Allobates insperatus est une espèce d'amphibiens de la famille des Aromobatidae.

## Répartition
Cette espèce est endémique de l'Amazonie équatorienne. Elle se rencontre entre 250 et 350 m d'altitude dans les provinces de Napo, de Sucumbíos, d'Orellana et de Pastaza. 

## Publication originale
- Morales, 2002 "2000" : Sistemática y biogeografía del grupo trilineatus (Amphibia, Anura, Dendrobatidae, Colostethus), con descripción de once nuevas especies. Publicaciones de la Asociación de Amigos de Doñana, no 13, p. 1-59.